# Igor Sjkvyrin
Igor Sjkvyrin (Russisch: Игорь Анатольевич Шквырин) (Tasjkent, 29 april 1963) is een voormalig Oezbeeks voetballer en trainer.

## Biografie
Sjkvyrin speelde voor vele clubs, waaronder Pachtakor Tasjkent. In 1990 was hij mee verantwoordelijk voor de promotie van de club naar de hoogste klasse. In 1995 werd hij landskampioen met het Maleisische Pahang. In 1998 won hij zijn eerste titel met Pachtakor bij zijn derde passage voor de club. In 2000 ging hij voor het Indiase Churchill Brothers spelen en werd ook daar kampioen mee. Hij beëindigde zijn carrière bij Pachtakor.
Hij speelde 31 wedstrijden voor het nationale voetbalelftal. Hij was mee verantwoordelijk voor de gouden medaille op de Aziatische Spelen 1994 en scoorde in bijna alle wedstrijden, waaronder in de finale tegen China, waar hij al na 2 minuten de score opende.
Na zijn spelerscarrière werd hij trainer.